# Marmosops handleyi
L'opossum di Handley  (Marmosops handleyi (Pine, 1981)) è un mammifero marsupiale della famiglia dei Didelfidi, endemico della Colombia.

## Descrizione
È un piccolo opossum privo di marsupio, lungo in media 11 cm, esclusa la lunga e snella coda prensile che può raggiungere i 15 cm. Presenta una folta pelliccia, lievemente cotonata, marrone scuro nella zona superiore e grigio-crema in quella inferiore. La testa, di colore chiaro, è caratterizzata da occhi cerchiati da bande scure.

## Distribuzione e habitat
Gli unici esemplari noti provengono da una zona di foresta pluviale della Colombia centrale, nel dipartimento di Antioquia.

## Biologia
È una specie arboricola, con abitudini notturne.
Si nutre di frutta e insetti.

## Status e conservazione
La IUCN classifica questa specie come in pericolo critico di estinzione.
La Zoological Society of London, in base a criteri di unicità evolutiva e di esiguità della popolazione, considera Marmosops handleyi una delle 100 specie di mammiferi a maggiore rischio di estinzione.